# 대한민국 휠체어 농구 국가대표팀
대한민국 휠체어 농구 국가대표팀은 국제 휠체어 농구 연맹의 일원으로 국제 대회에서 대한민국을 대표하는 휠체어 농구 대표팀이다.

## 경쟁

### 휠체어 농구 세계 선수권 대회
| 연도 | 등수 | 승리 | 패배 |
| ---- | ---- | ---- | ---- |
| 1998 | 11   |      |      |
| 2002 | 11   |      |      |
| 2010 | 11   | 1    | 6    |
| 2014 | 6    | 4    | 4    |
| 2018 | 14   | 0    | 5    |
| 2022 | 13   | 2    | 3    |
| 총합 |      |      |      |

### 하계 패럴림픽
| 연도 | 등수           | 승리           | 패배           |
| ---- | -------------- | -------------- | -------------- |
| 1988 | 16             |                |                |
| 1992 | 본선 진출 실패 | 본선 진출 실패 | 본선 진출 실패 |
| 1996 | 본선 진출 실패 | 본선 진출 실패 | 본선 진출 실패 |
| 2000 | 11             | 1              | 6              |
| 2004 | 본선 진출 실패 | 본선 진출 실패 | 본선 진출 실패 |
| 2008 | 본선 진출 실패 | 본선 진출 실패 | 본선 진출 실패 |
| 2012 | 본선 진출 실패 | 본선 진출 실패 | 본선 진출 실패 |
| 2016 | 본선 진출 실패 | 본선 진출 실패 | 본선 진출 실패 |
| 2020 | 10             | 1              | 5              |
| 2024 | 본선 진출 실패 | 본선 진출 실패 | 본선 진출 실패 |
| 총합 |                |                |                |

### 장애인 아시안 게임
- 2010년 - 동메달
- 2014년 - 금메달
- 2018년 - 동메달
- 2022년 - 은메달